# 巴布亞猴鯊
巴布亞猴鯊（学名：Myersina papuanus）为鰕虎科犁突鰕虎魚屬下的一个种。

## 扩展阅读
- 維基物種上的相關：巴布亞猴鯊